# راينهارد ماير
راينهارد ماير (بالألمانية: Reinhard Meier)‏ (11 مارس 1946 فيسبادن ألمانيا - ) هو لاعب كرة قدم ألماني يلعب كمدافع.

## روابط خارجية
- راينهارد ماير على موقع قاعدة بيانات كرة القدم.إي يو (الإنجليزية)
- راينهارد ماير على موقع بيانات كرة القدم. دي إي (الألمانية)